# Szofar

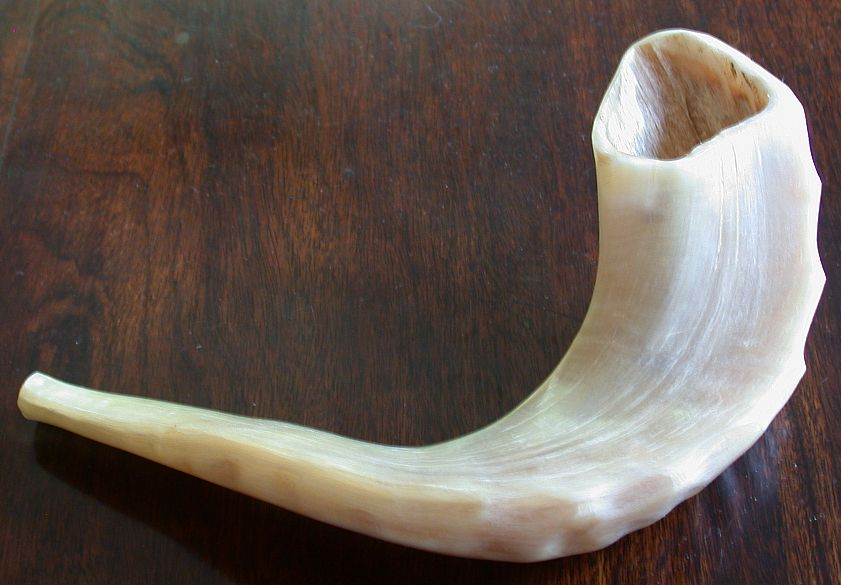
Szofar

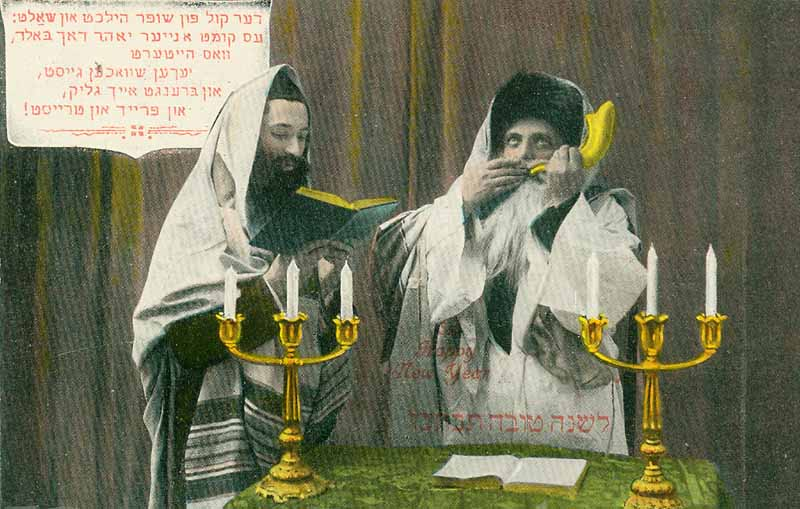
Dęcie w szofar przedstawione na kartce noworocznej

Szofar (hebr. ‏שופר‎; jid. ‏שופֿר‎ szojfer) – instrument dęty o charakterze liturgicznym, używany w judaizmie. Jest rodzajem rogu, który z powodu nawiązania do historii ofiarowania Izaaka przez Abrahama był wykonywany z rogu baraniego.
Szofar pojawia się w opisach biblijnych jako instrument, za pomocą którego ogłaszano ważne wydarzenia: zbliżanie się niebezpieczeństwa, rozpoczęcie lub zakończenie wojny, początek postu lub roku jubileuszowego. Był używany także w celach liturgicznych w Świątyni Jerozolimskiej. W późniejszych okresach powtarzany stukrotnie dźwięk szofaru ogłasza początek Nowego Roku (zwanego stąd także Świętem Trąbek) i nadchodzące z nim Dni Pokuty (Straszne Dni). Podczas święta Jom Kipur szofar obwieszcza koniec pokuty.
Szofar wydaje trzy rodzaje dźwięków: tekij(j)a, terua i sz(e)warim.